# Stefanie Marty
Stefanie Andrea Marty (* 16. April 1988 in Rothenthurm SZ) ist eine ehemalige Schweizer Eishockeynationalspielerin, die seit August 2021 für den EV Bomo Thun in der Swiss Women’s Hockey League A spielt. Ihre Zwillingsschwester Julia ist ebenfalls Eishockeyspielerin. 

## Karriere
Stefanie Marty begann zusammen mit ihrer Zwillingsschwester Julia im Alter von acht Jahren mit dem Eishockeysport beim EHC Wettingen-Baden und spielten dort sowohl für (männliche) Juniorenmannschaften, als auch für die Frauenmannschaft, die Mighty Beavers, in der Leistungsklasse C. 2002 wechselten sie zum DHC Langenthal, für den die beiden in der Leistungsklasse A (LKA) ihr Debüt gaben.
Zwischen 2003 und 2007 spielten die Marty-Zwillinge beim EV Zug, mit dem sie je zweimal Schweizer Meister (2004, 2005) und Vizemeister (2006, 2007) wurden. Dabei entwickelten sie sich zu Führungsspielerinnen ihres Teams und debütierten schon im Alter von 15 Jahren in der Nationalmannschaft. Zusammen mit ihrer Schwester nahm sie an den Olympischen Winterspielen 2006 in Turin teil.
2007 erhielten die Schwestern Angebote für Sportstipendien mehrerer US-Hochschulen und nahmen letztlich das Angebot der University of New Hampshire, dem mehrfachen Hockey-East-Meister, an. Während Stefanie Marty parallel ein Wirtschaftsstudium begann, studierte ihre Schwester  Julia Sportwissenschaften. Bei der Weltmeisterschaft 2008 erreichten die Schweizerinnen das Spiel um die Bronzemedaille. Das Spiel ging verloren, doch das Schweizer Team erreichte mit dem vierten Platz die beste Platzierung in seiner Geschichte. Im gleichen Jahr wechselte Stefanie Marty die Universität und studierte fortan an der Syracuse University, parallel spielte sie weiter Eishockey für das Collegeteam von Syracuse.

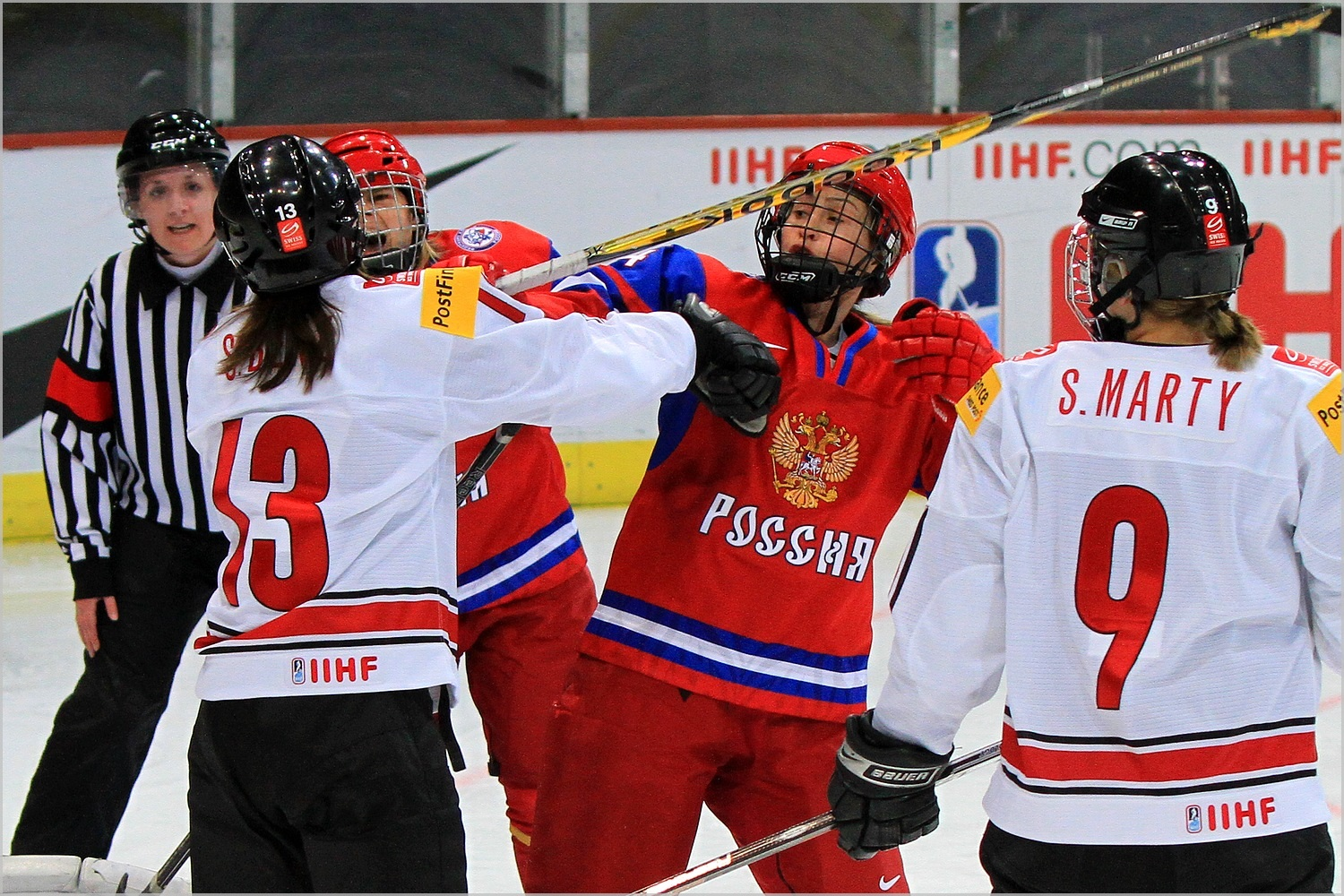
Stefanie Marty (re.) bei der Weltmeisterschaft 2011

2010 nahm sie an den Olympischen Winterspielen in Vancouver teil und erzielte bei diesem Turnier neun Tore. Damit war sie zusammen mit Meghan Agosta beste Torjägerin der Spiele. Nach ihrer Zeit im amerikanischen College-Hockey kehrten die Marty-Zwillinge in die Schweiz zurück und spielten zwei Jahre lang für den SC Reinach in der LKA. Bei der Weltmeisterschaft 2012 gewann sie mit dem Nationalteam überraschend die Bronzemedaille. Zur Saison 2013/14 suchten sie eine neue Herausforderung und wechselten zusammen zum Linköpings HC in die höchste schwedische Frauenliga, die Riksserien. Den Aufenthalt in Schweden finanzierten die Zwillinge mittels Crowdfunding. Dieser Wechsel diente zudem als optimale Vorbereitung auf die Olympischen Winterspiele 2014 in Sotschi, bei dem sie mit dem Nationalteam die Bronzemedaille gewannen.
Im September 2014 begann Stefanie Marty ein Praktikum in Neuenburg NE und spielte bis zum Jahresende für den HC Université Neuchâtel in der inzwischen in Swiss Women’s Hockey League A umbenannten höchsten Schweizer Frauenliga. Nach dem Jahreswechsel 2014/15 kehrte sie zum LHC zurück und gewann 2015 die schwedische Meisterschaft.
Nach zehn Weltmeisterschaften und drei Olympischen Spielen, je einer WM- und Olympia-Bronzemedaille sowie Meistertiteln in der Schweiz und Schweden gaben die Marty-Zwillinge im August 2015 ihren Rücktritt von ihrer internationalen Eishockeykarriere bekannt. Während Julia Marty ihre Karriere unterbrach und erst 2016 aufs Eis zurückkehrte, spielte Stefanie zwei weitere Saisons in der SWHL A für den HC Université Neuchâtel.
In der Saison 2019/20 war Marty Assistenztrainerin beim SC Reinach und gab in der folgenden Spielzeit 2020/21 ihr Comeback für den Club, bei dem auch ihre Schwester Julia seit 2017 spielte. 2021 wechselten die Schwestern innerhalb der SWHL A zum EV Bomo Thun.

## Erfolge und Auszeichnungen

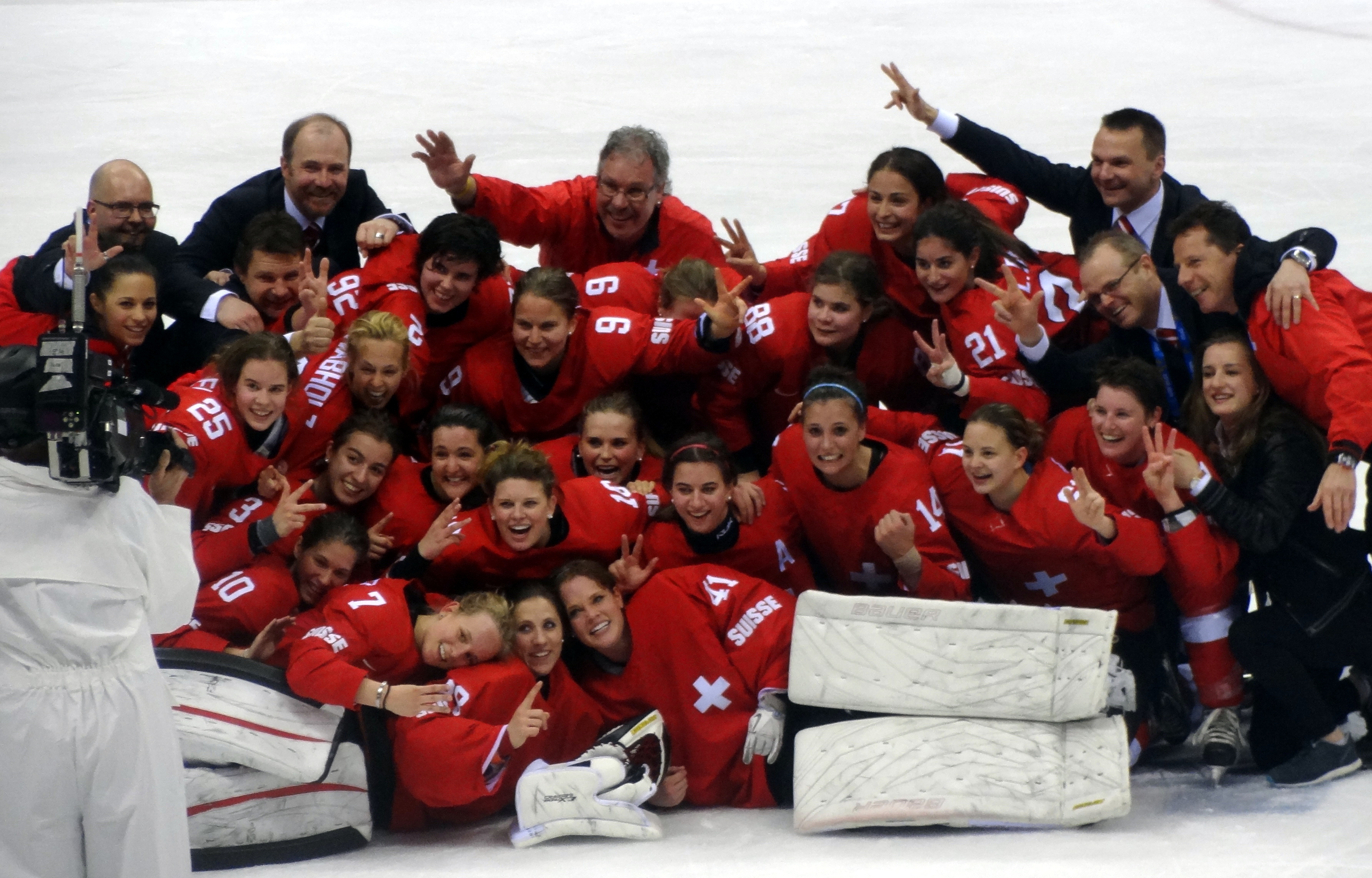
Gewinn der Bronzemedaille bei den Olympischen Winterspielen 2014

- 2004 Schweizer Meister mit dem EV Zug
- 2005 Schweizer Meister mit dem EV Zug
- 2005 Aufstieg in Top-Division bei der Weltmeisterschaft der Division I
- 2006 Schweizer Vizemeister mit dem EV Zug
- 2007 Schweizer Vizemeister mit dem EV Zug
- 2010 Beste Torjägerin (9) der Olympischen Winterspiele
- 2012 Bronzemedaille bei der Weltmeisterschaft
- 2014 Bronzemedaille bei den Olympischen Winterspielen
- 2015 Schwedischer Meister mit dem Linköpings HC

## Karrierestatistik

### International
(Legende zur Spielerstatistik: Sp oder GP = absolvierte Spiele; T oder G = erzielte Tore; V oder A = erzielte Assists; Pkt oder Pts = erzielte Scorerpunkte; SM oder PIM = erhaltene Strafminuten; +/− = Plus/Minus-Bilanz; PP = erzielte Überzahltore; SH = erzielte Unterzahltore; GW = erzielte Siegtore; 1 Play-downs/Relegation; Kursiv: Statistik nicht vollständig)